# Кинески горал
Кинески горал (лат. Naemorhedus griseus) је сисар из реда папкара (Artiodactyla) и породице шупљорогих говеда (Bovidae).

## Распрострањење
Кинески горал је присутан у Вијетнаму, Индији, Кини, Мјанмару и Тајланду.

## Станиште
Кинески горал има станиште на копну.

## Угроженост
Ова врста се сматра рањивом у погледу угрожености врсте од изумирања.

### Популациони тренд
Популација ове врсте се смањује, судећи по расположивим подацима.